# Het Stift
Het Stift is een dorp in de Twentse gemeente Dinkelland in de Nederlandse provincie Overijssel. Tot de gemeentelijke herindeling van 1 januari 2001 behoorde het tot de gemeente Weerselo. Het Stift ligt ten westen van Weerselo.
In Het Stift staat de Stiftskerk, daterend van rond 1400, en de Stiftshuizen, die tegenwoordig bewoond zijn door particulieren. Het Stift en de omgeving zijn een beschermd dorpsgezicht.

## Geschiedenis
In 1142 werd de kerk van Weerselo met al haar goederen aan ridder Hugo van Buren geschonken. Tot die tijd was deze kerk een kapel die vanuit de kapittelkerk van Sint-Plechelmus te Oldenzaal werd bestuurd. Hugo van Buren besloot er samen met zijn gezellen een teruggetrokken leven van boete en gebed te gaan leiden. Op 14 september 1152 werd de kapel officieel tot klooster gewijd. Aanvankelijk was het een benedictijnenklooster voor zowel paters als zusters. In de eerste eeuwen volgend op de consecratie van het gebouwencomplex had het klooster zwaar te lijden onder de roofzucht van Twentse edelen, met name de Heren van Saasveld. Op een gegeven moment trokken de paters naar Utrecht en bleven de zusters alleen achter. Daarop werden vrouwen van adellijke afkomst toegelaten tot het klooster om een goede opvoeding en goed onderwijs te genieten. De strenge regels van het oorspronkelijke Benedictijnenklooster vervaagden langzaam en kort na 1500 veranderde het klooster definitief in een vrij, adellijk sticht, waar nog wel dagelijks de heilige Mis en andere liturgische plechtigheden gevierd werden door de gemeenschap.
Op Sint-Maarten van het jaar 1523 brandde het woongedeelte van het kloostercomplex vrijwel geheel af. In 1626, toen Oldenzaal was veroverd op de Spanjaarden, werd door de Staten van Overijssel besloten dat ook in het katholiek gebleven Weerselo een gereformeerde predikant moest worden aangesteld, die zich bij Het Stift vestigde. De Stiftskerk werd van haar katholieke karakter ontdaan en werd op calvinistische wijze heringericht. In 1809 bepaalde koning Lodewijk Napoleon Bonaparte van Holland dat de Stiftkerk te klein was voor de zeer omvangrijke katholieke geloofsgemeenschap van Weerselo en dat daarom de kleine hervormde gemeenschap deze kon behouden. De katholieken kregen gelden om een eigen bedehuis te bouwen dat meer op hun grote aantal berekend was. In 1932 vond een grote restauratie plaats. In 1974 werden de Stiftshuizen, die rond 1800 waren afgebroken, op hun oude funderingen weer opgebouwd naar tekeningen uit omstreeks 1750.
Het Stift in sinds 2005 's zomers de centrale locatie van het jaarlijkse Stift Internationaal Muziekfestival voor kamermuziek.

## Beschermd dorpsgezicht

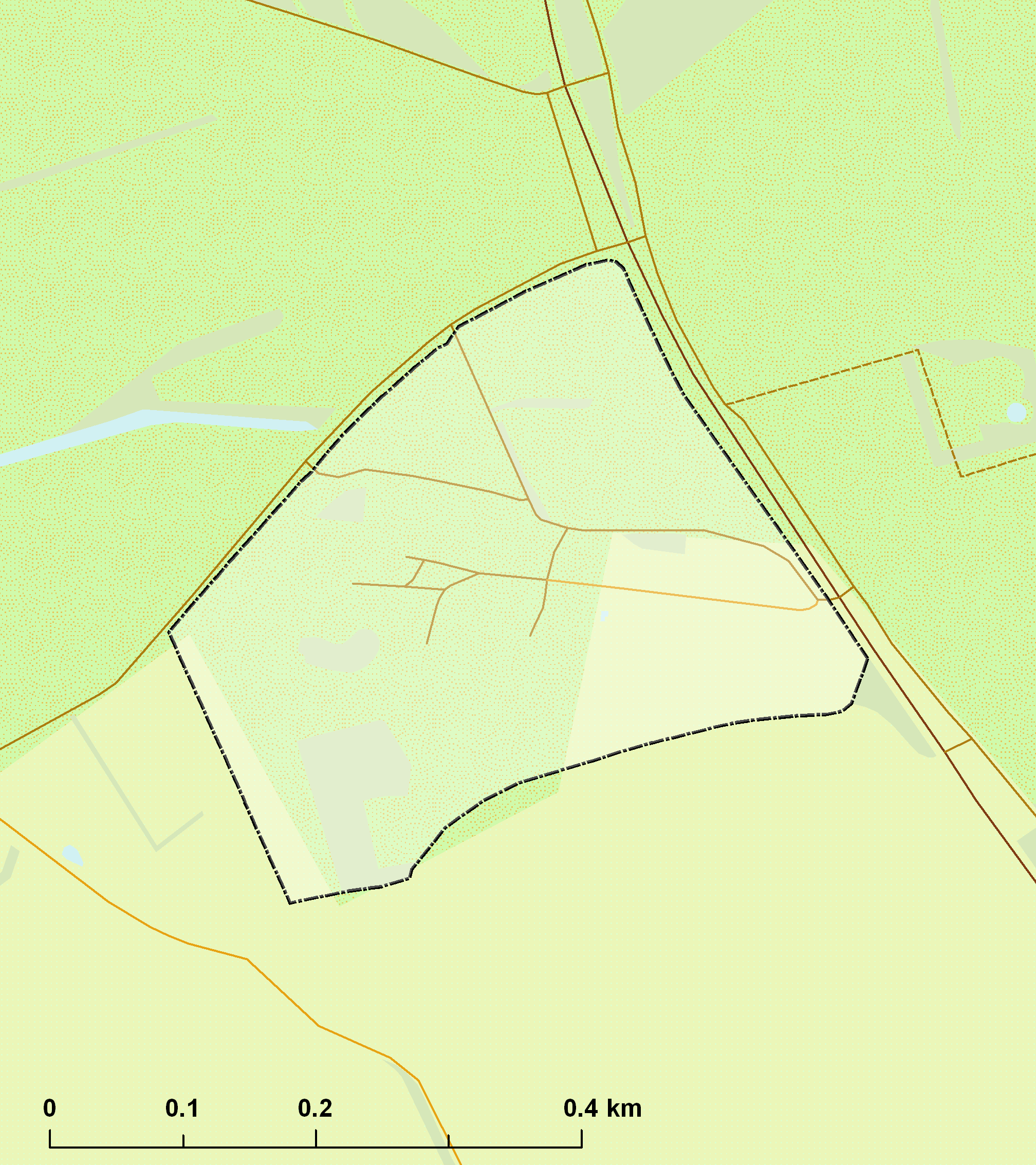
Grenzen van het beschermd gezicht

Het Stift Weerselo is sinds 19 april 1973 een van rijkswege beschermd dorpsgezicht met een oppervlakte van 14,9 hectare. De gezichtsbescherming richt zich op de stedenbouwkundige en cultuurhistorische waardering van een gebied en wil het toekomstig functioneren daarvan veiligstellen.

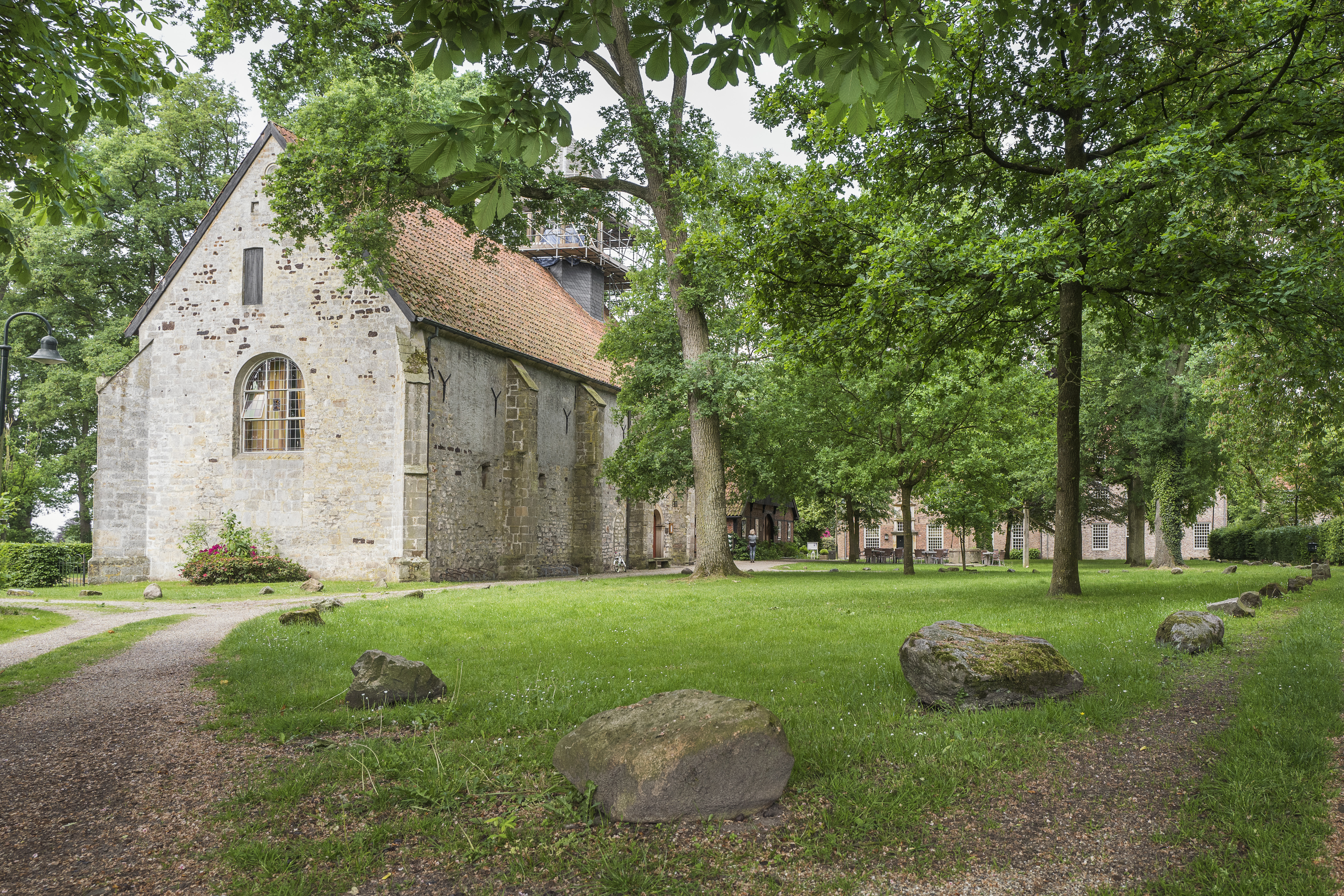
Stiftskerk
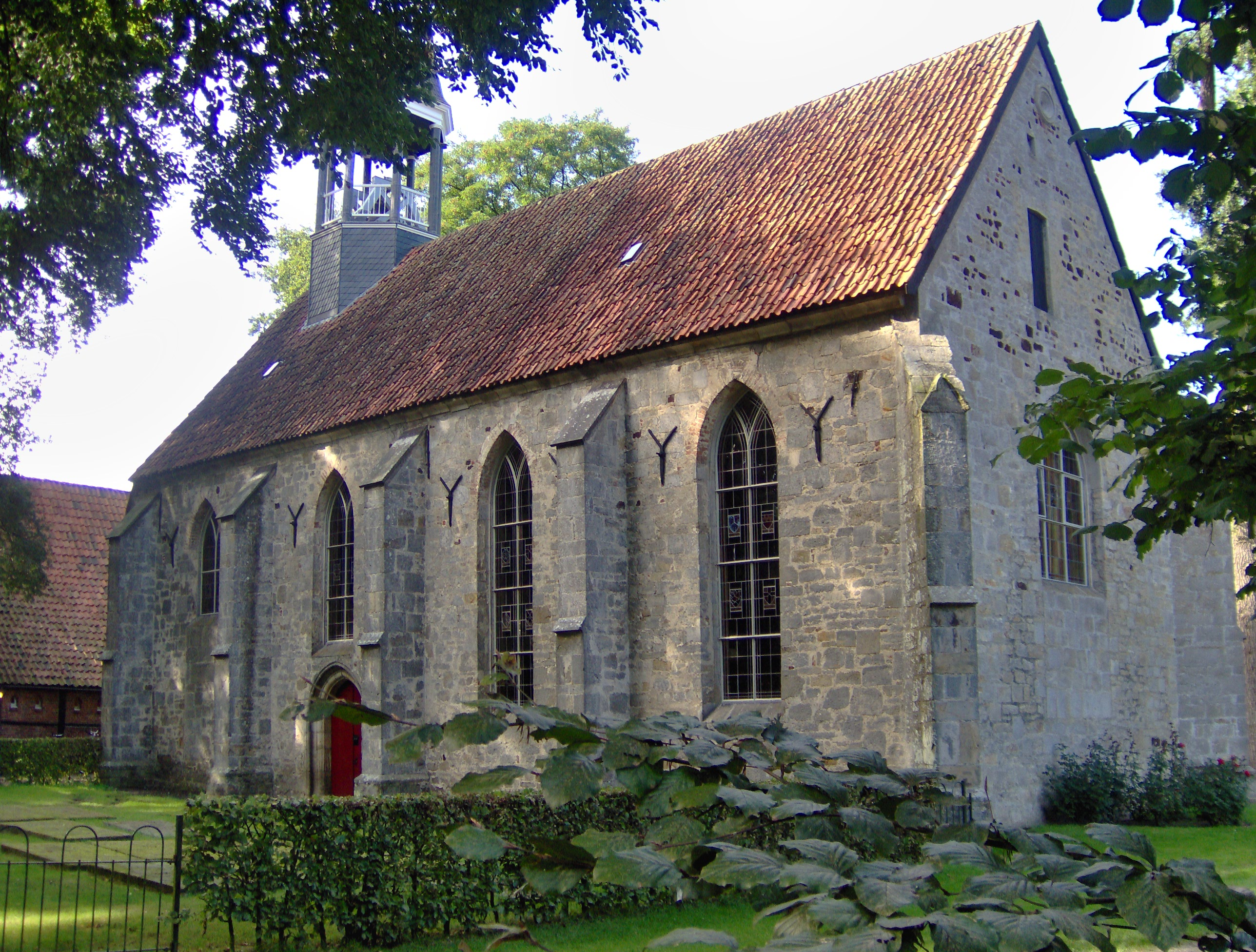
Achterzijde van de Stiftskerk
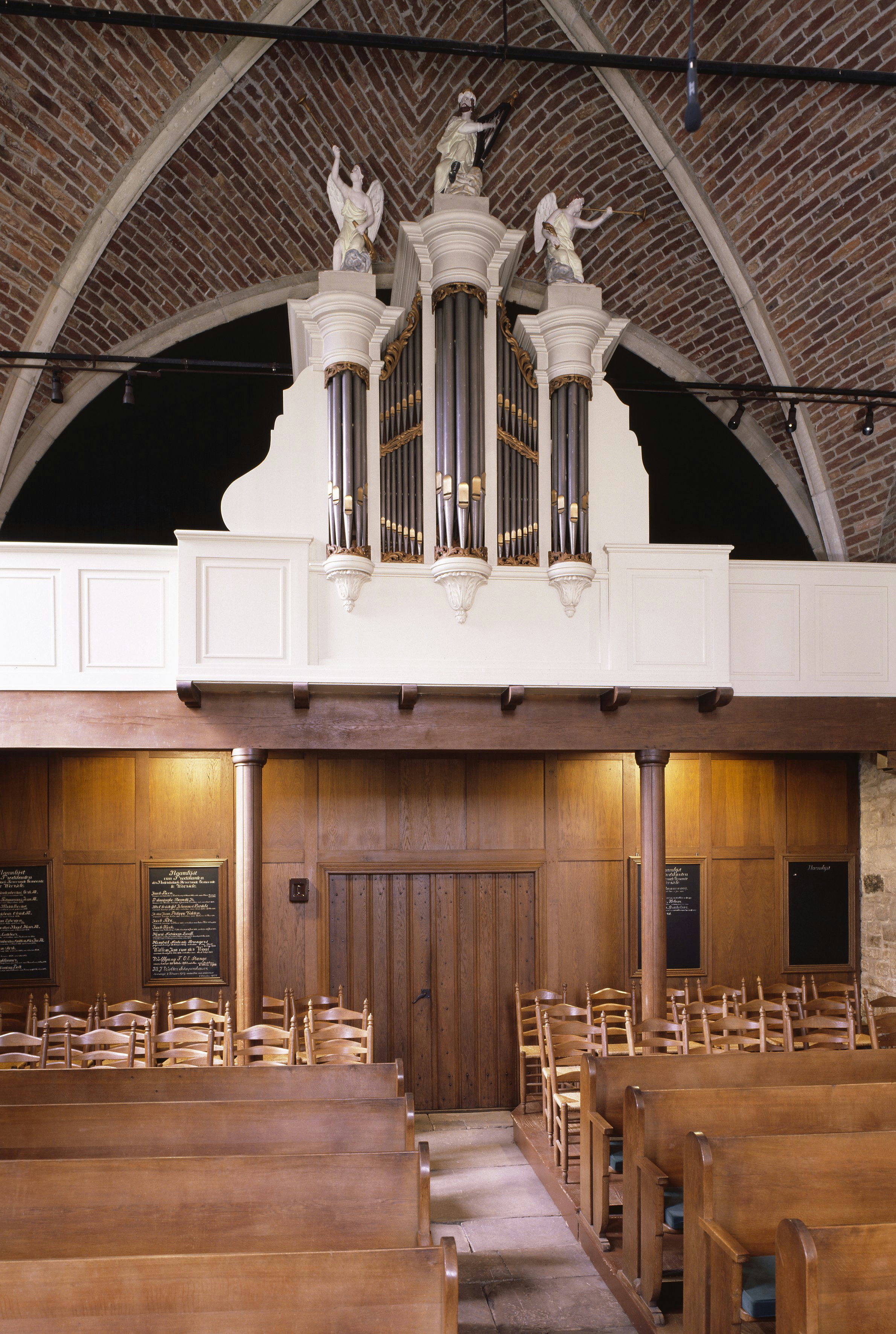
Interieur Stiftskerk
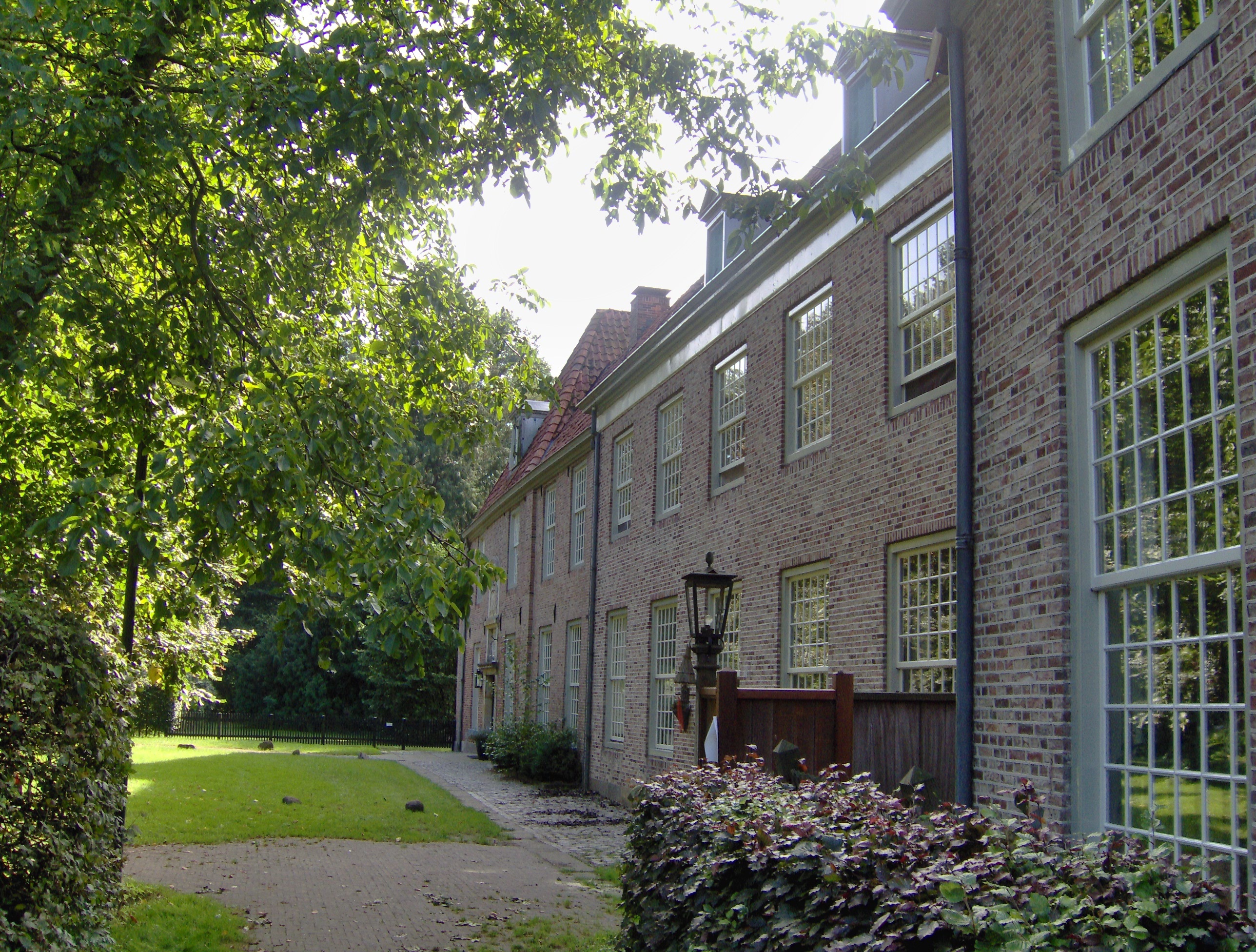
De Stiftshuizen